# Castellcir
Castellcir és un poble i municipi de la comarca del Moianès, fins al 2015 adscrit administrativament a la del Vallès Oriental.
Aquest municipi està situat a l'extrem oriental del Moianès. D'altra banda, pertany al partit judicial, al registre de la propietat i al bisbat de Vic, juntament amb Collsuspina, també del Moianès i, en canvi, a l'administració d'hisenda de Granollers.
Formen el terme les antigues parròquies de Sant Andreu de Castellcir, Santa Coloma Sasserra, que s'estenia també pels actuals termes municipals de Balenyà, Moià i Centelles, la Vall de Marfà (antiga parròquia de Sant Pere de Marfà), i alguns masos de la de Sant Quirze Safaja.
Fins al darrer terç del segle xx era un municipi rural d'hàbitat dispers, sense cap més nucli de població aglutinat que quatre cases arrenglerades en el Carrer de l'Amargura, on ara hi ha la Casa de la Vila, l'església parroquial actual amb la casa rectoral i les dependències parroquials annexes, el CEIP La Popa i els comerços del poble, a l'entorn de les places de l'Era i de Santa Maria. El Local era una d'aquestes cases, on antigament s'hi feia el ball de Festa Major. El que havia estat carrer únic, al qual es donava el nom, abans esmentat, de Carrer de l'Amargura, és ara el Carrer Major, i a l'entorn s'han obert diversos carrers més de nova planta.

## Geografia
- Llista de topònims de Castellcir (Orografia: muntanyes, serres, collades, indrets..; hidrografia: rius, fonts...; edificis: cases, masies, esglésies, etc).

El terme municipal de Castellcir està dividit en dos sectors, distanciats entre ells: el sector principal, que comprèn les antigues parròquies de Sant Andreu de Castellcir i de Santa Coloma Sasserra, i la Vall de Marfà, que havia tingut parròquia pròpia: Sant Pere de Marfà. És al sud-est de l'altiplà del Moianès. A l'oest, el massís de la Sauva Negra el separa d'Osona. És drenat per la riera de Tenes, que neix en aquest terme municipal.
Sector principal (Castellcir i Santa Coloma Sasserra):
| Moià          | Moià               | Collsuspina i Balenyà               |
| Castellterçol |                    | Centelles i Sant Martí de Centelles |
|               | Sant Quirze Safaja | Sant Quirze Safaja                  |

La Vall de Marfà:
|                      | Moià          |      |
| Monistrol de Calders |               | Moià |
|                      | Castellterçol |      |

### Perímetre del terme municipal

Mapa del terme municipal de Castellcir

#### Castellcir i Santa Coloma Sasserra
Aquesta descripció del termenal de Castellcir comença en el punt més septentrional del terme, al nord de Santa Coloma Sasserra, a la mateixa carena de la Serra de Santa Coloma, on conflueixen els termes de Moià, Castellcir i Collsuspina.

##### Termenal amb Moià
Des del punt anterior, la línia del terme davalla cap al sud-oest, en direcció a la riera de Santa Coloma, que ateny a l'est dels darrers edificis dels Plans del Toll. Segueix aigües avall la riera de Santa Coloma, deixant a llevant el petit nucli de Santa Coloma Sasserra i la masia del Bonifet al Passant dels Plans, i a ponent la ja esmentada dels Plans del Toll, fins que arriba a un punt equidistant de les masies dels Plans del Toll, que és al nord-oest, i de les Berengueres.
En aquest lloc puja cap al nord-oest, fins que arriba a un torrent a mig camí de les dues masies esmentades, torç cap al sud-oest, fins que forçat per una altra carena, al sud-oest dels Plans del Toll i al nord-oest de les Berengueres, i torna a canviar de direcció, ara cap al nord-nord-oest. Fa una punxa a ponent dels Plans del Toll, i s'adreça a una altra carena, al nord dels Plans de la Tuta. Des d'ells, travessa la Quintana de la Tuta i s'adreça al costat de migdia de la masia de la Tuta, des d'on davalla cap al Torrent Mal, a ponent, al lloc de les Roques Foradades. Un cop a la llera del torrent, el segueix aigües avall, cap al sud-oest, deixant a llevant la Rompuda de l'Esteve, la Casa del Guarda, la Casa Nova del Verdeguer i la Font Bernada, i a ponent la masia de les Humbertes, el Camp de vol Les Humbertes i les Nou Fonts, fins que arriba a ponent de la Rompuda de l'Esteve, a migdia de les Humbertes, on hi ha els termes municipals de Moià, Castellcir i Castellterçol.
Aquesta línia de terme recorre quasi 6 quilòmetres, deixant en el costat de Moià les terres de Puig-antic, els Plans del Toll, el Toll, la Tuta i les Humbertes, i en el de Castellcir, el Bonifet, el Giol, les Berengueres, la Casa Nova del Verdeguer i el Verdeguer.

##### Termenal amb Castellterçol
Des del darrer punt esmentat, a llevant del Purgatori, i a l'extrem nord-oest del Serrat del Verdeguer, a ponent de la Rompuda de l'Esteve, el termenal segueix aigües avall el Torrent Mal, deixant a llevant la Font de les Basses i a ponent la masia de les Basses. Aleshores travessa l'extrem septentrional de la Baga de les Basses i puja pel Serrat del Terme, al nord de la masia de la Serradora, fins a arribar a la capçalera de la riera de la Serradora, després de travessar cap al sud-est el Serrat de la Bassa Blanca. A ponent d'aquest serrat, des de la riera esmentada, baixa cap al nord pel mig de la Creueta i el Sot dels Arços, fins que arriba a la riera de Fontscalents, a llevant de la Vinyota i del Molí Nou, que travessa fins a la carena que hi ha a l'esquerra del Sot de la Vinyota.
En aquest punt, la línia de terme s'adreça a llevant de la Font de la Vinyota, des d'on gira cap al sud-est seguint la carena, deixant al sud-oest els Camps de la Baga Fosca, on hi ha unes modernes granges, i al nord-est la Rompuda de la Vall, travessa la carretera BV-1310 (la carretera local de Castellterçol a Castellcir) i passa pel nord-est de la Casanova de la Vall i per llevant de la masia de la Vall, i fa un arc cap al sud-est, fins que arriba al costat sud-est de la masia de la Vall.
Seguint la carena que hi ha en aquest lloc, en direcció sud-sud-est, deixa a llevant les Guineueres, el Camp de la Bauma i la Pinassa de la Vall Jussana. Sempre a la mateixa carena, fins que gira cap a llevant, fent giragonses, travessa el torrent de la Vall Jussana, passa a prop i a llevant de Brugueroles, i a ponent de Cal Fantasia, del Fornot de Cal Fantasia i de la Quintana de Cal Fantasia. Continua cap al sud per la mateixa carena, deixant a ponent la Solella de la Noguera i a llevant els Camps de Torroella, talla pel mig les terres del Solà del Boix fins que arriba al triterme entre Castellcir, Castellterçol i Sant Quirze Safaja.
És una línia de terme llarga, de quasi 7 quilòmetres de recorregut, entre terres de les Basses, la Serradora, el Molí Nou, Casanova de la Vall, la Vall, La Vall Jussana, Brugueroles, l'Horta, la Noguera i la Teuleria, pel costat de Castellterçol, i el Verdeguer, Esplugues, el Molí Vell, el Serrat, Can Sants, Cal Fantasia i el Mas Torroella, per la banda de Castellcir.

##### Termenal amb Sant Quirze Safaja
En aquest lloc, la línia del terme s'adreça cap a llevant, seguint una forma ondulada pel nord del Solà del Boix, fins que arriba al Tenes, deixant al nord les masies de Torroella i de Puigdomènec, just a la cua de l'Embassament de Sant Quirze Safaja. Des d'aquest lloc s'enfila cap al nord de la masia de Can Gall, i va a cercar el vessant de ponent de la Serra de Barnils, a la qual, però, no acaba d'enfilar-se del tot. Deixa a llevant la masia de Can Riera, el Pla de Can Riera, les masies de la Corona i de Serratacó i Serracarbassa i a ponent la del Vilardell, travessa la Baga de Serratacó i la del Bosc, deixa a ponent la masia del Bosc, travessa la Solella del Bosc i la Baga de la Balma Fosca, sempre pel vessant nord-oest de la Serra de Barnils, i baixa a fins a confluir el torrent del Bosc, a migdia de les Solanes, on el terme de Sant Quirze Safaja arriba al seu punt més septentrional. Des d'aquest lloc, el termenal gira cap al sud-est, pel vessant nord-est de la Serra de Barnils, fins que arriba al punt, a uns 400 metres al nord-est de la masia de Barnils, on conflueixen els termes de Castellcir, Sant Quirze Safaja i Sant Martí de Centelles.
És un recorregut de quasi 6 quilòmetres i mig, que deixa en terme de Sant Quirze Safaja terres del Solà del Boix, Can Gall, Can Riera, la Corona, Serratacó, Serracarabassa i Barnils, i en terme de Castellcir, terres de Torroella, Puigdomènec, el Vilardell, el Bosc i les Solanes.

##### Termenal amb Sant Martí de Centelles
Des del punt anterior, el termenal traça una línia recta cap al nord que no segueix directament cap accident natural. Travessa la capçalera d'un afluent del torrent del Bosc, l'extrem occidental de la Carena de Bassapedrells i de la Carena dels Brucs, el mateix torrent del Bosc, i va a cercar la Serra de Bernils, que travessa a prop i a l'oest-sud-oest del Puig Oriol. Continua cap al nord, fent lleugeres oscil·lacions cap a l'est i cap a l'oest, i va a travessar el torrent de Centelles a llevant del Castell de Castellcir; tot seguit, sempre cap al nord, decantant-se una mica cap a ponent, i va al Coll de Sauva Negra, a llevant del Serrat Rodó. En aquest punt on conflueixen els termes municipals de Castellcir, Sant Martí de Centelles i Centelles.
Són 2,8 quilòmetres de línia divisòria de termes municipals composta per línies rectes, sense seguir enlloc elements orogràfics naturals. Pel costat de Castellcir passa per terres de les Solanes, del Castell de Castellcir, de la Casanova del Castell. En terres de Sant Martí de Centelles queden les terres del Fabregar, les Comes i la Rovira de Cerdans.

##### Termenal amb Centelles
Des del Coll de Sauva Negra, surt cap al nord-oest, i de seguida arriba a la vall del torrent de Sauva Negra, just a ponent de la Font de Sauva Negra, on s'estén el bosc anomenat la Sauva Negra. En aquest punt hi ha el triterme entre Castellcir, Centelles i Balenyà.
En aquest cas, també bàsicament format per línies rectes, el termenal s'estén al llarg de menys de 500 metres. En terme de Castellcir hi ha les terres de la Casanova del Castell, i pel costat de Centelles, són terres de Puigsagordi.

##### Termenal amb Balenyà
Des de la llera del torrent de Sauva Negra puja per la Solella de Santa Maria, cap a la serreta que hi ha a ponent de la masia de Puig-alt, i emprèn cap al nord-oest, passant pel Collet de Puig-alt, recorre cap al sud-est la carena del Serrat de la Cua de Gall, travessa el torrent de la Font del Pardal, i per la Feixa del Pujol del Soler, a llevant de Santa Coloma Sasserra, baixa a buscar el torrent del Soler, on hi ha el triterme entre Castellcir, Balenyà i Collsuspina.
És un termenal d'1,7 quilòmetres. En terme de Castellcir hi ha les terres de la Casanova del Castell, i, ja en territori del poble de Santa Coloma Sasserra, de la Torre de Serracaixeta, Serracaixeta, el Giol i el Bonifet. Pel costat de Balenyà, són terres de Puig-alt i el Soler de l'Espina.

##### Termenal amb Collsuspina
Des del punt anterior al torrent del Soler, el termenal amb Collsuspina és ben curt: poc menys de 600 metres en línia recta entre el torrent i la carena de la Serra de Santa Coloma, on hi ha els termes de Castellcir, Collsuspina i Moià, on ha començat la descripció del perímetre del terme municipal. Pel costat de Castellcir es tracta de terres del Bonifet, i per les de Collsuspina, terres de l'Espina.

#### La Vall de Marfà

##### Termenal amb Moià
Comença aquesta descripció en el Serrat de Baiones, on hi ha la fita tritermenal entre Monistrol de Calders, Castellcir i Moià. Des del Serrat de Baiones la línia del terme s'adreça cap al nord-est, per anar a passar pel costat de llevant de la Bassa de Serramitja i pel costat sud-est de la masia de Serramitja, per damunt dels Cingles de Serramitja, a migdia de la capella de Santa Magdalena. El termenal segueix sempre cap al nord-est per la carena de la Serra de Santa Magdalena en la seva meitat occidental, fins al lloc on hi ha el Dolmen de Santa Magdalena. En aquest lloc la línia de terme trenca cap al sud-est, travessa la vall del torrent de Font d'Esqueix i va a buscar les Roques Tallades, per damunt, i al nord, de la Solella de la Datzira.
Seguint la serra, fa un parell de ziga-zagues en angles molt tancats, fins a assolir l'extrem sud-oest del Serrat de Montbrú i dels Cingles de Montbrú, fins que el termenal baixa arribar a la riera de Castellnou, en el paratge d'el Còdol. A partir d'aquest lloc la línia del terme segueix cap a migdia la riera esmentada, fins al moment que se'n desvia cap al sud, per tal de passar entre la Saleta, a llevant, en terme de Moià, i les Vinyes, des d'on, cap al sud, va a buscar el torrent de la Fàbrega en el lloc on hi ha la Font de la Golarda. Seguint la riera sempre aigües amunt, a l'est-sud-est del Saiolic i a ponent del Serrat del Vent, on comença el termenal amb Castellterçol.
És un límit de quasi 7 quilòmetres de recorregut, que discorre per terres de Serramitja, Vilarjoan, Montbrú, la Saleta i la Coma de Sant Jaume, pel costat del terme de Moià, i dels Sorts, la Datzira, Marfà, les Vinyes i el Saiolic, pel de Castellcir.

##### Termenal amb Castellterçol
Des del punt anterior, el termenal va a cercar el torrent que hi ha just a migdia del Pou de glaç del Saiolic, pel qual puja, cap al sud-oest, per la Solella de la Descàrrega, fins al Serrat de la Descàrrega. Segueix la carena d'aquest serrat cap al sud-oest, fins que arriba al Serrat de Pujalt, que emprèn cap a ponent, puja al Turó de Pujalt, i continua cap al sud-oest pel Serrat de Puig Orris, fins que, quan arriba a llevant de les Roques de Sant Llogari, va a cercar aquestes roques i, sempre cap a ponent, arriba al Coll de Sant Llogari, on hi ha la fita del triterme de Castellcir, Castellterçol i Monistrol de Calders.
Es tracta d'una línia de 4,2 quilòmetres de llargària, que discorre per terres del Saiolic, Pujalt, Marfà i la Closella, pel costat de Castellcir, i del Pedrós, Ca la Rosa i la Sala de Sant Llogari, pel de Castellterçol.

##### Termenal amb Monistrol de Calders

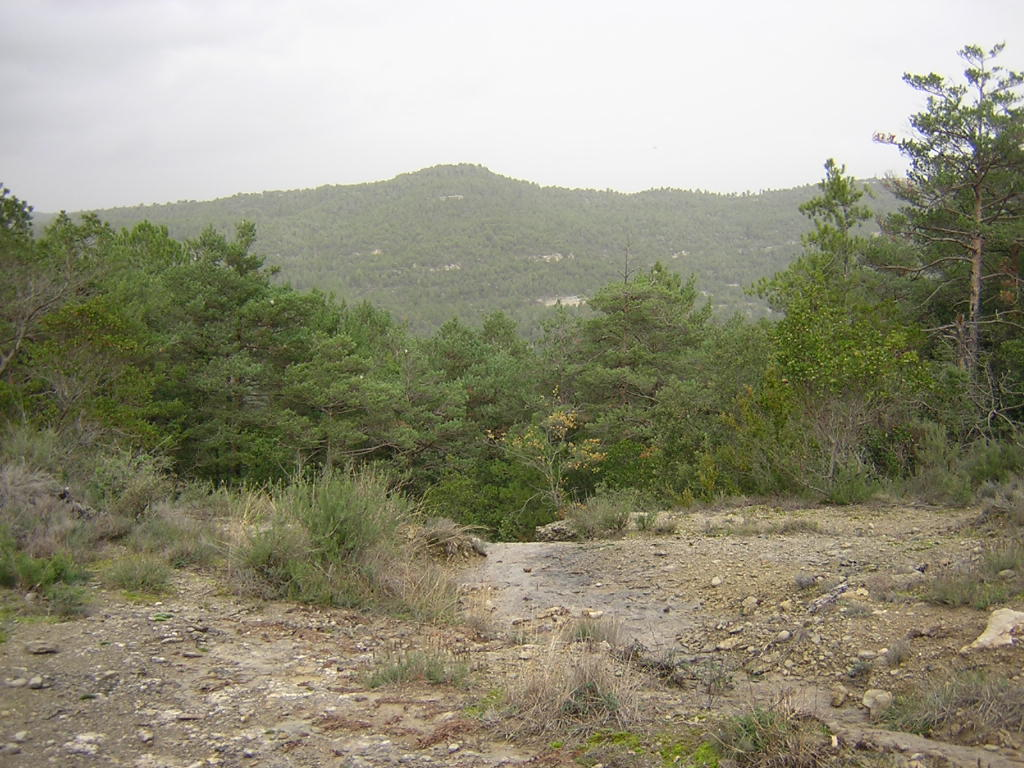
El Serrat de Baiones, al fons, des de Colljovà

Des del punt anterior, al Coll de Sant Llogari, a l'extrem de llevant de la Carena de la Baga de Vall-llosera, la línia termenal traça una recta cap al nord-oest que supera la vall de la riera de Sant Joan i s'enfila a la carena del Bosc Mitger fins als vessants meridionals i occidentals del Trompo. Des d'aquest lloc, ara cap al nord-nord-est, travessa la petita vall del torrent de Colljovà i puja fins a l'extrem sud-oest del Serrat del Coll, on hi ha Colljovà. Des d'aquest coll torna a davallar per travessar una altra vall, la de la Golarda, o riera de Marfà, i s'enfila sempre cap al nord-oest fins al Serrat de Baiones, on ha començat aquesta descripció.
És una línia de quasi 3,5 quilòmetres, que pel costat de Castellcir arriba a les terres, de Marfà, de l'antiga parròquia de Sant Pere de Marfà, el primer tram, i de la Closella. Pel costat monistrolenc, són terres també de la Coma, com l'anterior tram, i de Rubió.

### Les unitats del territori
El territori del terme municipal de Castellcir es vertebra a partir de tres antigues parròquies, que, de fet, encara són vigents, i una important zona boscosa. Al voltant de l'església parroquial de Sant Andreu de Castellcir nasqué el poble que duu el mateix nom que el terme municipal. Al nord-est, a l'entorn de l'església parroquial de Santa Coloma Sasserra s'aglutinà el veïnat de masies del mateix nom. Al nord-oest, i separat de la resta del terme municipal, hi ha l'enclavament de la Vall de Marfà, amb l'antiga església parroquial de Sant Pere de Marfà. Finalment, a l'extrem oriental del terme hi ha el bosc de la Sauva Negra, on hi ha l'antic Castell de Castellcir, o de la Popa.
| Entitat de població | Habitants (2023) |
| Castellcir          | 704              |
| la Penyora          | 67               |
| Marfà               | 7                |
| el Solà del Boix    | 0                |
| Font: Idescat       |                  |

#### Castellcir

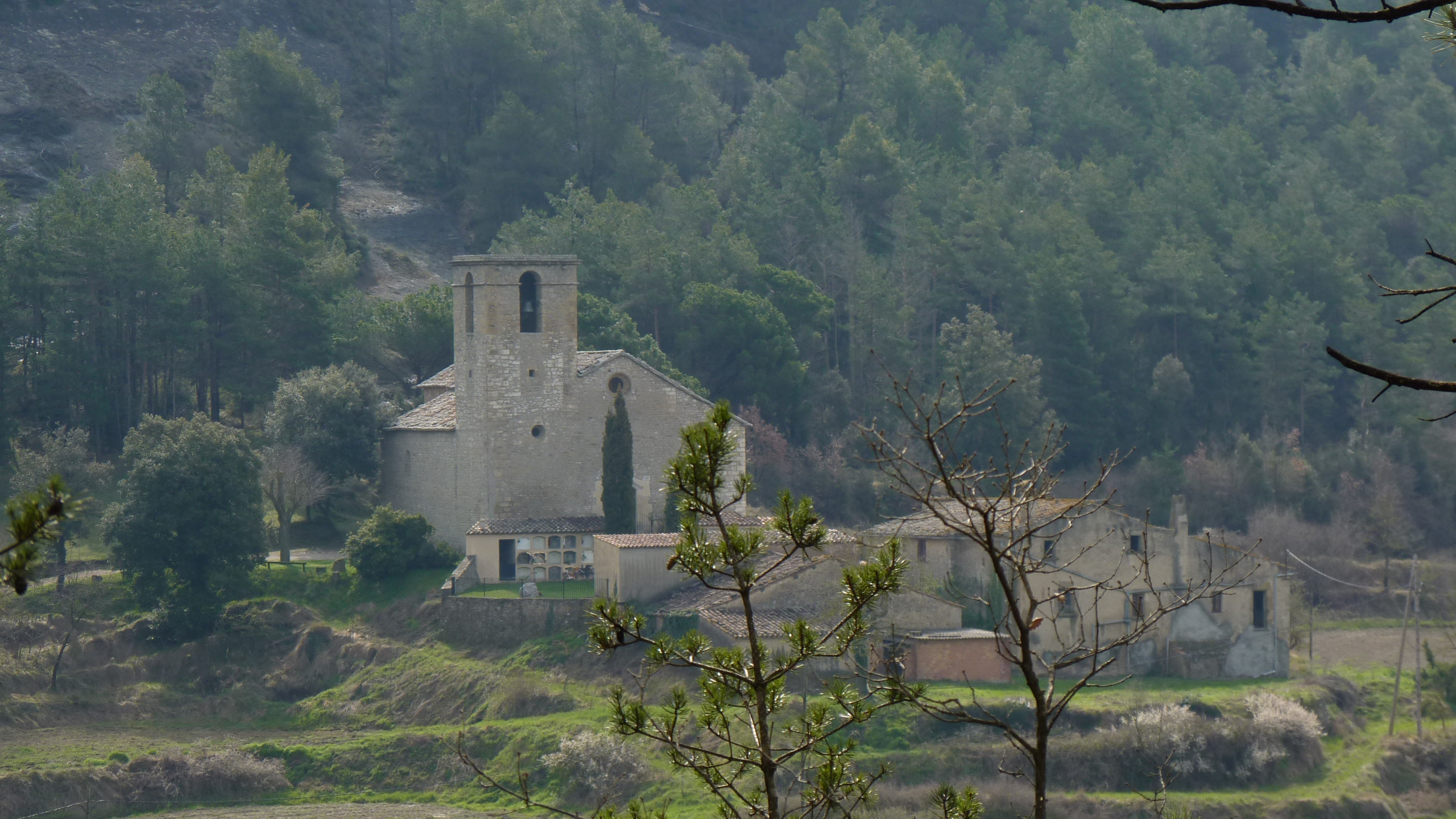
L'antiga església parroquial de Sant Andreu

La parròquia de Sant Andreu de Castellcir era una població d'hàbitat dispers que al llarg de la segona meitat del segle xx s'ha convertit en un poble agrupat; l'antiga església parroquial ha perdut el seu paper d'antic centre neuràlgic, i n'ha pres el relleu l'antic Carrer de l'Amargura, que ha esdevingut poble, on hi ha la Casa de la Vila, la nova església parroquial de Santa Maria, amb rectoria adjunta, l'escola i tots els comerços del terme.
L'antic nucli de la població és al fons de la vall de la riera de Castellcir, a l'esquerra de la riera, mentre que l'actual és a l'altiplà, allunyat al sud-oest del lloc on hi ha l'església romànica, en un lloc amb fàcil comunicació amb Castellterçol.
Pertanyien a aquesta unitat parroquial les masies del Solà del Boix, Puigdomènec, el Mas Torroella, el Vilardell, Cal Fantasia, Can Sants, el Bosc, la Vileta, la Codina, el Puig, Ca l'Antoja, la Roca, Mont-ras, Esplugues, la Clariana, el Prat, el Mas Montserrat, el Verdeguer, la Casa Nova del Verdeguer, les Cases de Fusta, la Talladella, Sant Jeroni, Cal Cisteller i la Tuna. També en formaven part les masies desaparegudes, la major part de les quals no se sap on eren, però que apareixen documentades, Argemir o Argemira, Bac, la Bauma del Roma, Boixeda, Brostengues, Bruguer, la Casanova de Sants, la Casa Prat (diferenciada en el mateix document de la masia del Prat), Catavent, Cerverissa, Claper, la Codina, el Coll, Coll Ferran, Coll-llobet, el Colomer, Collmitjà, Comaduc, Company, Ermengol, Galobarda, Geriberta, Gilbertes o Guialbertes, Jugador, el Molar, Oms, Planques, des Pales, Parellada, la Presenta, Puig de Font Morer o Moresco, Puig Vita, la Rovira (del terme de Centelles), Sacoma (o la Coma), Secabecs, Sentfores, Serra, el Solà, la Tria (o Trilla), Vilabella, Vilacís, Vilardaguer, Vivenys i Viver.
També es coneixen documentats diversos masos actualment del terme de Castellcir, però pertanyents a la parròquia de Sant Quirze, com Bagenques, Benyes i Soler Barbegós.

##### El Castellcir actual
- Cal Carreter vell i Cal Salvador, actual Casa de la Vila, pel costat antic (Carrer Major)
- El CEIP La Popa
- La Llar d'infants municipal i el Punt d'informació del Moianès
- El Pavelló municipal
- La Zona Esportiva municipal i de jocs per a la mainada de la Quintana
- El Cementiri parroquial i municipal de Castellcir
- L'actual parròquia de Santa Maria i Sant Andreu
- La Residència d'avis de Castellcir

#### La Penyora
La Penyora és, juntament amb el Solà del Boix, la Roureda i el Prat, una de les modernes urbanitzacions en què s'ha organitzat modernament la població de Castellcir. És a llevant del Camí de Collsuspina, al sud-oest de la Torre de Serracaixeta, al nord-est de la Talladella i al nord-nord-est del poble actual de Castellcir. A l'est-sud-est del Pla de Can Moianès, és en una carena entre la Riera de Santa Coloma, que queda a ponent, i el torrent del Soler, a llevant. És al límit entre Castellcir i el poble rural de Santa Coloma Sasserra, dins de l'antic terme d'aquest darrer.

#### Santa Coloma Sasserra
La parròquia de Santa Coloma Sasserra ocupa tota la meitat septentrional del terme, però actualment està molt poc poblada. Al voltant de l'església romànica de Santa Coloma hi ha l'antiga Rectoria i la casa del Giol, i pertanyen a aquesta unitat medieval Serracaixeta, la Torre de Serracaixeta, les Berengueres i el Bonifet, a més d'altres masos actualment desapareguts. A més, una part del terme parroquial s'estenia dins dels termes veïns de Balenyà, Centelles i Moià.

#### El Solà del Boix
El Solà del Boix és una altra de les modernes urbanitzacions del terme de Castellcir, tot i que està ran de Sant Quirze Safaja, i té l'accés per la mateixa carretera que mena a aquest poble, la BV-1341. És a l'extrem meridional del terme municipal, i únicament la meitat nord de la urbanització pertany a Castellcir; l'altra és en terme de Sant Quirze Safaja. És a l'esquerra de la riera de Sant Quirze i a la dreta del Tenes. De fet, en un reajustament dels termes de Castellcir i Sant Quirze Safaja aprovada el 1988 pràcticament tota la zona urbanitzada passà a mans del segon d'aquests termes.

#### La Sauva Negra i el Castell de la Popa

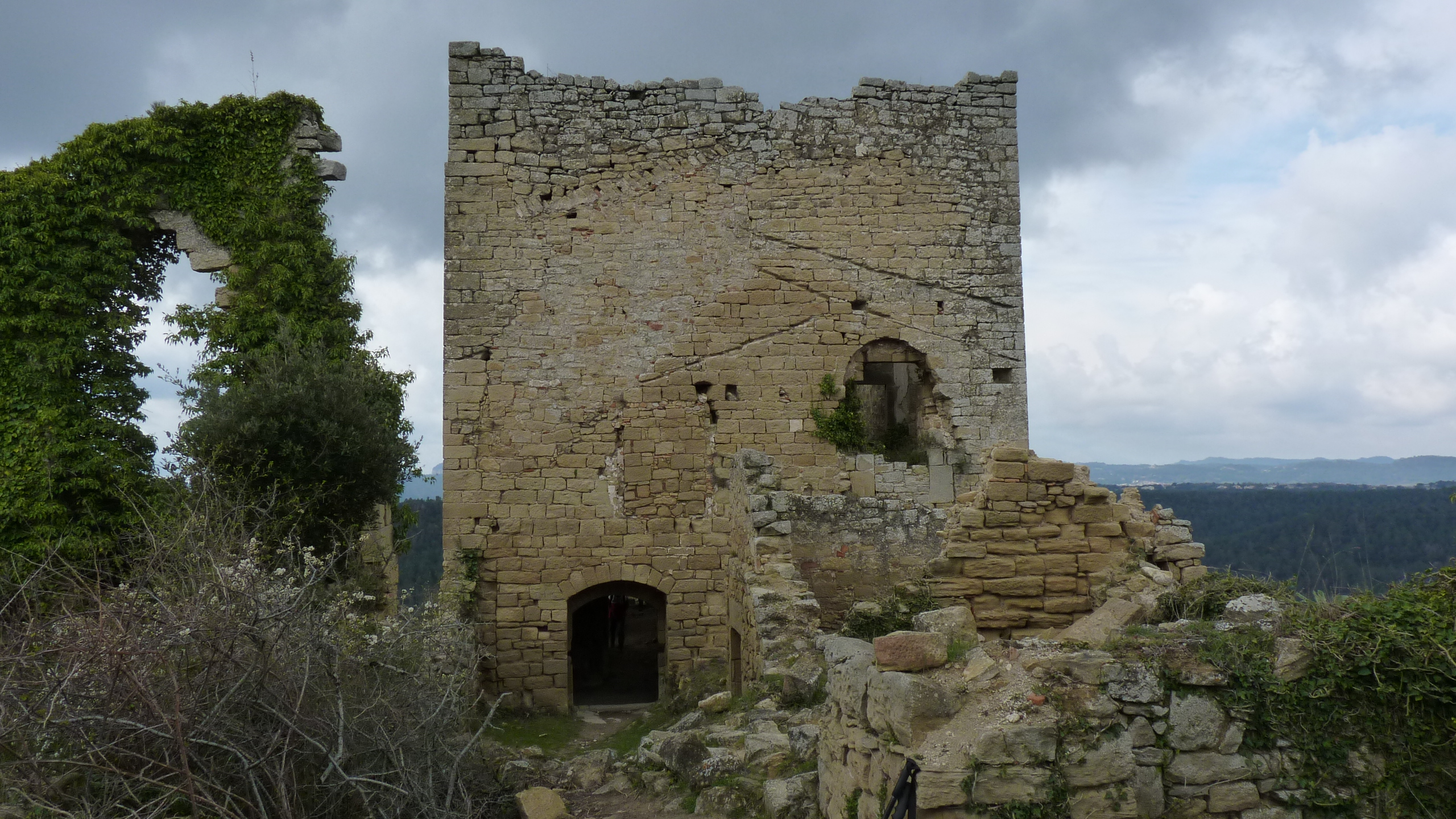
El Castell de la Popa, o de Castellcir

Es tracta de tota la part oriental-central del terme, a l'entorn de l'antic Castell de Castellcir i del bosc conegut com la Sauva Negra. Una part de la Sauva Negra penetra en els termes municipals veïns de Centelles i de Sant Martí de Centelles.
Està format per les valls del torrent de Sauva Negra, al sud-est de Santa Coloma Sasserra i del torrent de Centelles i el seu principal afluent, el torrent de la Casanova, al nord de la Serra de Roca-sitjana.
Al sud de la Sauva Negra, a la vall del torrent de Centelles, hi ha el Castell de Castellcir, popularment conegut com a Castell de la Popa per la forma de la roca damunt de la qual hi ha les restes d'aquest castell.

#### La Vall de Marfà

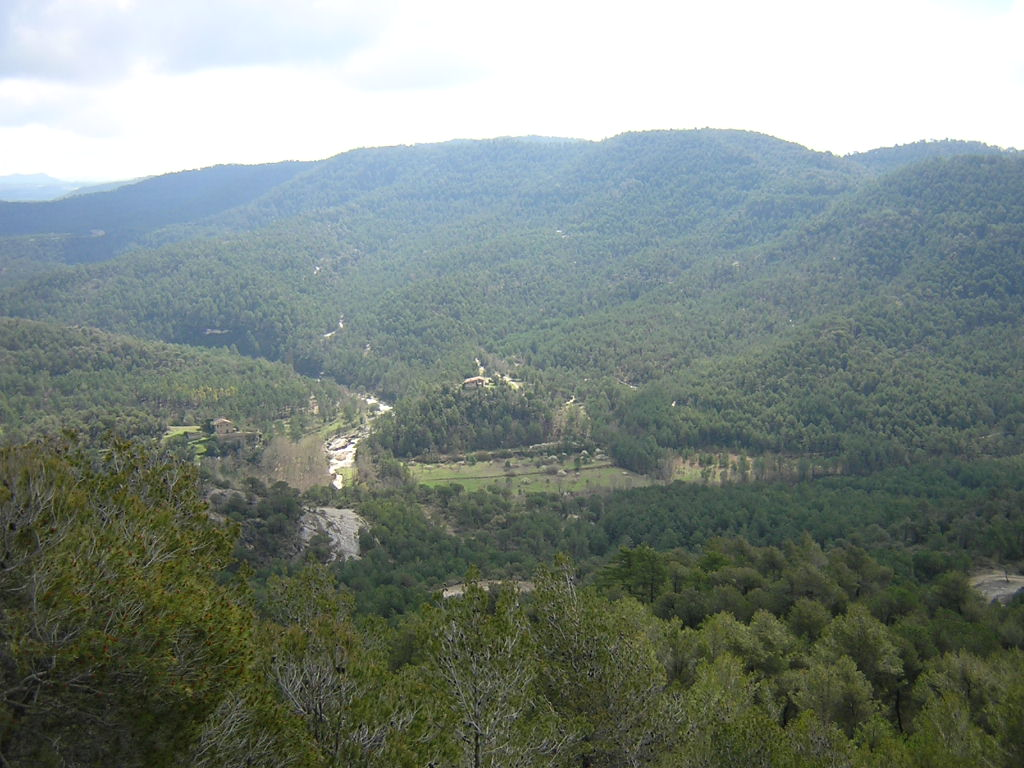
La Vall de Marfà, des de ponent; a primer terme, el Xei, a la dreta, i els Sorts, a l'esquerra

Constitueix un enclavament separat de la resta del terme municipal, al nord-oest, entre els termes de Moià, Monistrol de Calders i Castellterçol. La Vall de Marfà, que té article propi, correspon a l'antiga parròquia rural de Sant Pere de Marfà.
Fins fa poc estava del tot despoblada de residència permanent, però des del 2005 ha sofert un reviscolament en la zona més occidental en forma de recuperació d'explotacions agrícoles i ramaderes de caràcter ecològic, algunes d'elles amb el format de cooperativa de consum i producció. A part de l'església de Sant Pere, formaven aquesta parròquia rural les masies de la Closella, la Casa de Coll de Marfà, la Datzira, Marfà, Pujalt, el Saiolic, els Sorts, les Vinyes i el Xei, a més de quatre molins: el de Brotons, el de la Datzira, el dels Sorts i el de Marfà.

## Castell de Castellcir

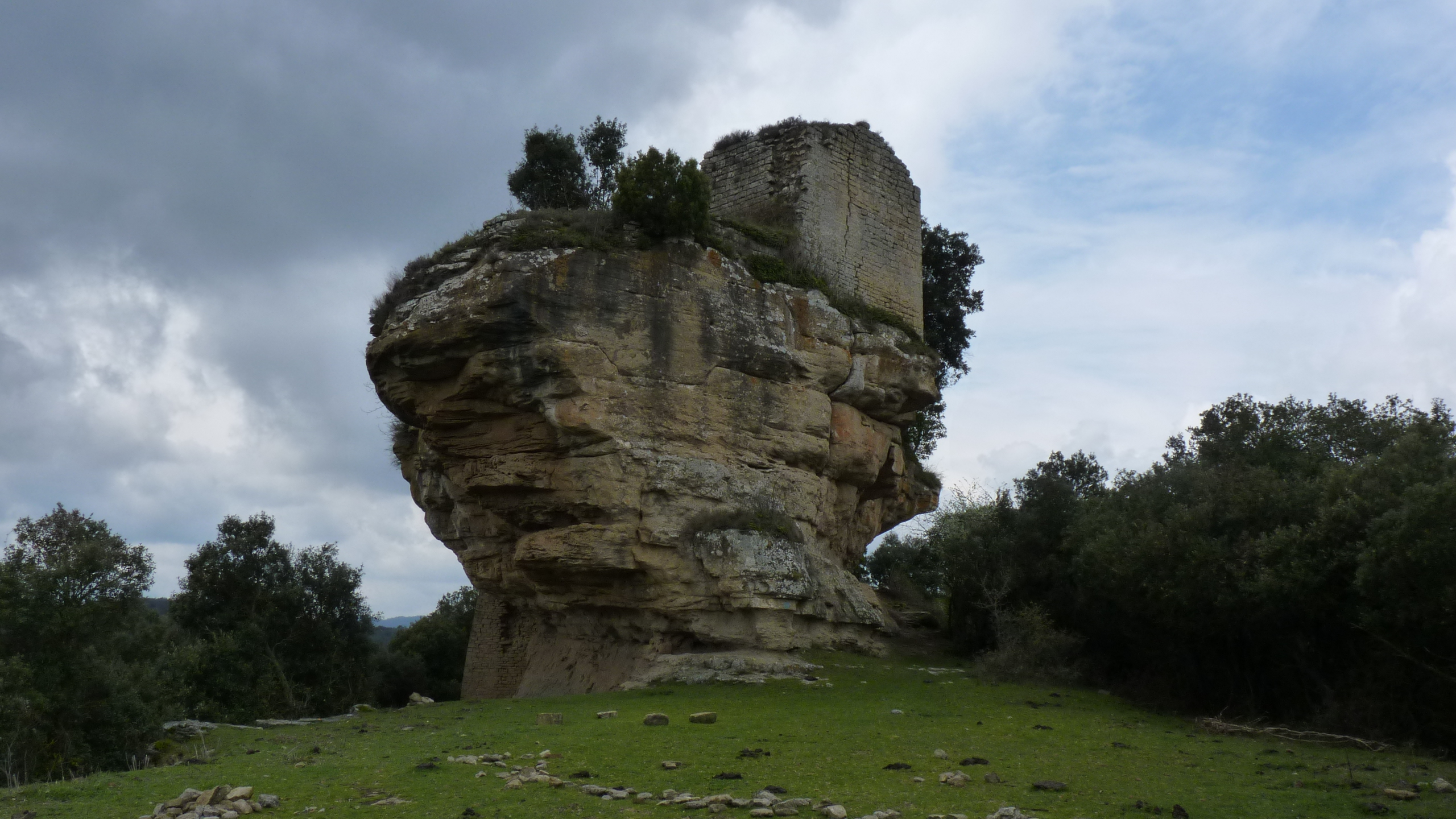
Castell de la Popa o de Castellcir

Al cim d'un contrafort meridional de la Sauva Negra, anomenat la Popa, al nord-est de l'antiga església parroquial de Sant Andreu de Castellcir, s'alça el castell de Castellcir, enrunat, esmentat el 1107. Entre les dependències del castell hi ha l'església, romànica, de Sant Martí de la Roca.
Pertanyé a Santa Maria de l'Estany i estigué subinfeudat als Castellcir; el 1363 la jurisdicció passà a Gilabert de Centelles, poc temps després als Bell-lloc, i el 1383 la corona el vengué a Ramon de Planella, a la família del qual perdurà fins al 1942.

## Història

### Edat mitjana
En un document del 923 apareixen dos llocs habitats, en terme de Castellcir. Són la vil·la de Cavalls i la vil·la de Corbs. Se'n coneix la localització aproximada, però no se n'han trobat restes. El tercer lloc habitat relacionat amb Castellcir que apareix en aquest document és actualment dins del terme municipal de Castellterçol: el mas de Brugueroles.
Les primeres referències històriques sobre Castellcir, cap a l'any 1000, es poden trobar en diferents extractes documentals de l'arxiu de l'antic monestir de Sant Benet de Bages.
Els primers noms documentats per a Castellcir són, indistintament, Castell de Tenes o Castellcirvio. Possiblement l'emplaçament del Castell de Tenes era a dalt o en el vessant de llevant del Turó de Vilacís, a mig camí entre la masia de Ca l'Antoja i la Torrassa dels Moros, sobre el riu Tenes. Posterior es construí a l'indret de la Popa el castell que va centrar el terme a partir del segle xi, a partir del qual es va denominar el territori.
Els primers masos eren a la vall, propers al riu Tenes; el 1175 és esmentat el mas d'Espluga Balarona, i el 1192, en la cessió de Castellcir al monestir de l'Estany, són esmentats els masos de Bernardi de Spulguis, Berengarii de Presenta, Burges de Ulmo, Arnaldi Geraldi de Ulmo, Bernardi de Serra, Johanis de Torrente, Arnaldi de Torrente, Petri de Salliforis, Berengarii de Guiriberta, de Podio quem tenet Ermesendis Rubea, de Podio Vita quem tenet Petri de Solano, i Iugador (o Uigador). De totes ells, només es poden identificar clarament el d'Esplugues i el del Puig, a més d'un dels dos de Torrente, que correspon a l'actual mas del Bosc, antigament denominat Torrent. Alguns surten documentats més vegades al llarg dels segles següents (Giberta o Guiriberta, Om o Oms, Presenta, Sentfores i Serra), però semblen ja abandonats al segle xiv, mentre que Jugador -o Vigador- i Puig Vita no tornen a aparèixer mai més, tot i que el darrer podria correspondre al Solà del Boix, pel cognom del seu possessor el 1192.
Al llarg del segle xiii la llista de masos documentats s'incrementa: Bruguer, Cerverissa, Codina, Torroella, el Vilardell i Llobet o Vila, encara existents o localitzats, a més de Bac, Bagenques, Benyes, Claper, Coll, Coll Llobet, Colomer, Comapregona, Jaubertes o Guialbertes (que podria ser el Guiriberta del paràgraf anterior, Palanques, Puig de Font Morer, Sacoma, Secabecs, Soler Berbegós, Vivenys i Viver. D'altra banda, lligats a Castellcir, però pertanyents a altres parròquies, apareixen Casagemes, el Fabregar, Olet i Rovira, de Sant Martí de Centelles, Collell, Moltó de Fontfullosa o Via i Solà, de Sant Quirze Safaja.
Cap a l'any 1350, Castellcir devia tenir 40 focs o famílies, però la Pesta Negra del 1348 va causar tant mal en pocs anys entre persones mortes i emigrades, que la població va quedar reduïda una tercera part i una bona part dels masos quedés greument afectada.
Entrant ja en el segle xiv, al llarg d'aquests cent anys apareixen documentats la majoria dels masos esmentats fins ara, i n'apareixen de nous (alguns són dels anteriors, però amb el nom lleugerament afectat): Argemir, Brostengues, Boladeres, Bruguer Argemir, Coll Ferran, Coll Mitjà, Comaduc, Garovarda, el Mascarell, que depenia del Verdeguer, Parellada del Bosc, el Prat, Puigdueta, la Roca, la Taiadella i el Verdeguer. També, relacionats amb Castellcir, se citen els masos de Barnils, amb dos masos que en depenen, Puigbragó i Solà Bigot, en un territori imprecís entre Castellcir i Sant Quirze Safaja, i tota una sèrie la localització dels quals no és clara: Ermengol, el Molar (potser relacionat amb la Costa del Molar, i potser amb Can Sants, Solà Viver, també relacionable amb d'altres ja esmentats, Soler i Càsules de Sauva Negra (les càsules deuen ser casetes, i masies molt petites), Ubac (segurament el Bac esmentat anteriorment), la Tria, Vilabella i Vilardaguer.

### Edat moderna
A l'inici de l'Edat moderna, molts d'aquests masos han sofert les malvestats de les crisis del segle xv, entre les quals la pesta negra, que feu estralls entre la població catalana i afectà greument l'economia i l'estabilitat social. Al segle xvi continuen documentats alguns dels masos anteriors: els supervivents, documentats el 1497, d'Ermengol, el Prat, la Roca, Torrents, ja anomenat el Bosc, Torroella i el Verdeguer, els que reprenen l'activitat en aquest segles (la Codina, la Vila, el Vilardell), més els que apareixen en el XVI per primer cop: Boixeda i Company i el Castell, que ja apareix com a mas.
En un inventari parroquial del 1666 apareixen lligades a Sant Andreu de Castellcir les masies de l'Antoja, la Balma de l'Espluga, les Berengueres, el Castell, la Codina, Esplugues, el Mascarell, Puigdueta, el Prat, la Rectoria, la Roca, la Talladella, Torrents i Bosc, el Verdeguer, la Vila i Vilacís.
Ja al segle xviii s'afegeixen a la llista el Molí d'Esplugues, el Molí del Bosc, habitats permanentment, i les masies de Boladeres, la Casanova del Castell, Puigdomènec i Can Sants i, anys més tard en el mateix segle, la Casa Nova de Can Sants, la Casa Nova de les Solanes, i les Cases Noves o les Casetes d'en Giol.
En el cens del 1553 s'hi comptabilitzen dotze famílies, set cases el 1686, 18 cases el 1740 i 17 cases el 1782.
No va ser fins al segle xix que va formar-se el petit nucli de població sobre l'eix de l'anomenat Carrer de l'Amargura, al voltant del qual s'ha desenvolupat l'actual Castellcir.
Al segle xix li fou agregat el terme de Marfà, separat del sector principal del terme pel de Castellterçol.
Com tot el Moianès, Castellcir experimentà una certa industrialització a partir del segle xvii, moment en què es va viure una certa prosperitat a la comarca, amb un clar desenvolupament de les primeres indústries, entre les quals destaquen les derivades de la vinya, principalment destil·leries d'aiguardent per a l'exportació, tèxtil, rellotgeria a Moià, etcètera. Un cas específic és el dels molins, que proliferaren a partir del 1600.
En el terme de Castellcir es conserven les restes de set, quatre en el sector principal (Molí del Bosc, Molí del Mig, el Molí Nou i el Molí Vell) i tres a la Vall de Marfà (Molí de Brotons, Molí de la Datzira i Molí de Marfà. També estan documentats els molins de Brostengues, de Cerverissa i de la Codina.

### Edat contemporània
Pascual Madoz parla breument de Castellcir en el seu Diccionario geográfico... del 1845. S'hi refereix dient que es tracta d'un lloc pla amb bona ventilació i clima sa. Unes 30 cases formaven en aquell moment el poble, i el terme combinava la zona plana amb la muntanyosa. La producció era sobretot de blat i llegums, amb una mica de bestiar i caça. 20 veïns de cadastre (caps de casa) i 89 ànimes (habitants) en formaven la població.
A la Geografia General de Catalunya dirigida per Francesc Carreras i Candi i publicada el 1910, Cels Gomis, encarregat del volum dedicat a la província de Barcelona, dedica un apartat a Castellcir. S'hi pot llegir, textualment, Poble que, ab lo de Santa Coloma Sasserra, lo caseriu de Marfà y algunes cases escampades forma un ajuntament de 78 edificis ab 257 habitants de fet y de dret. A més de l'església de Sant Andreu, té les capelles de les masies de la Taiadella i del Bosc, una altra església parroquial, la de Santa Coloma, amb rector propi, i una tercera, Sant Pere de Marfà, amb el santuari de la Mare de Déu de la Tosca que en depèn. Castellcir té una escola bisexual (ho diu així mateix).

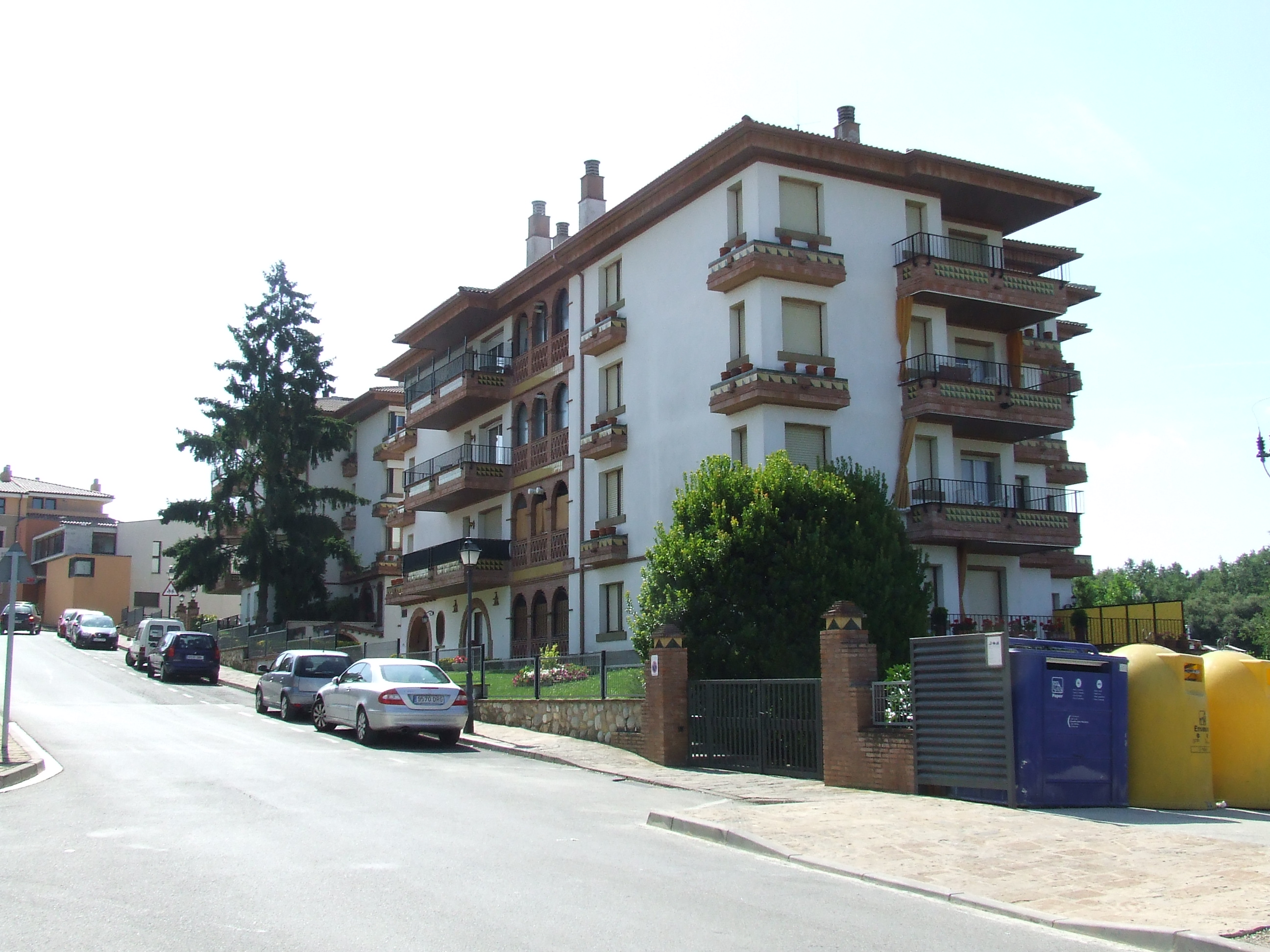
Els pisos "Els Avets" al Carrer Major

Descriu el terme com a trencat, on es produeix blat i llegums i s'hi cria bestiar. Hi ha quatre molins fariners. Es refereix al Castell de Castellcir, o de la Popa, i acaba dient que el terme és jurisdicció del Comte de Llar.
Durant el segle xx, a partir de l'inicial Carrer de l'Amargura, Castellcir ha anat creixent. Constitueixen el nucli actual, a més del Carrer Major, antic carrer de l'Amargura, les avingudes de Castellcir, del Moianès, de Santa Coloma i de Sant Quirze, els carrers del Castell, de l'Església, d'Esteve Torrentó, del Forn, de la Llum, de Marfà, Nou, de Sauva Negra, del Sot de les Moles i de la Torrassa, a més de la Plaça de l'Era, que és on hi ha la Casa de la Vila.
El creixement de Castellcir s'ha donat sobretot a través de tres urbanitzacions i dels eixamples del nucli primigeni, el Carrer de l'Amargura, tant pel nord com pel sud; dues d'aquestes urbanitzacions són la continuïtat cap al nord del nucli urbà antic (la Roureda i el Prat), i una de més allunyada, a la part septentrional del terme, dins de l'antic terme parroquial de Santa Coloma Sasserra (la Penyora).
En els darrers anys del segle xx i primer del segle xxi, a conseqüència de l'expressat en el paràgraf anterior, la població ha crescut notablement, fins al punt que l'antiga escola pública, el CEIP La Popa, ha quedat insuficient, i s'han hagut d'habilitar uns barracons per als cursos alts de Primària, a l'extrem de ponent del Carrer Major, davant mateix del lateral sud del pavelló municipal, del qual estan separats pel Camí del Puig.

## Política i govern

### Alcaldes
Les persones que han ocupat la presidència de l'ajuntament, amb el càrrec d'alcalde, són les següents:
| - Restauració: - Francesc Giol i Gros (1900 - 1901) - Pere Majem i Rovira (1901 - 1906) - Pere Comas i Oliva (1907 - 1909) - Pere Majem i Rovira (1910 - 1911) - Nazari Giol i Casellas (1912 - 1921) - Tomàs Arnaus i Puig (1921 - 1923) - Dictadura del general Primo de Rivera: - Enric Prat i Sansalvador (1923 - 1930) - Tomàs Arnaus i Puig (1930 - 1931) | - II República i Guerra Civil: - Jaume Soler i Puigdomènech (1931 - 1933) - Alfons Roca i Oliveras (1933 - 1934) - Salvador Sala i Canet (1934 - 1936) - Alfons Roca i Oliveras (1936 - 1936) - Josep Piella i Teixidor (1936 - 1938) - Lluís Guiteras i Arisa (1938 - 1938) - Marc Mas i Baulenas (1938 - 1939) - Dictadura del general Franco: - Josep Guiteras i Arisa (1939 - 1951) - Tomàs Arnaus i Puig (1951 - 1959) - Dionís Guiteras i Soler (1959 - 1974) - Joan Valldeoriola i Rius (1974 - 1974) - Jesús Guiteras i Sala (1974 - 1979) | - Transició democràtica i actualitat: - Jesús Guiteras i Sala (1979 - 1983) - Enric Gamisans i Prat (1983 - 1995) - Miquel Prat i Sabaté (1995 - 2007) - Carles Ibàñez i Pueyo (2007 - 2015) - Eduard Guiteras i Paré (2015 - 2017) - Salvador Rovira i Pujol (2017 - 2019) - Eduard Guiteras i Paré (2019 - actualitat) |

### Regidors
Al llarg de les vuit legislatures des de la implantació de la democràcia en els ajuntaments catalans, el 1979, han estat regidors de Castellcir les persones següents:

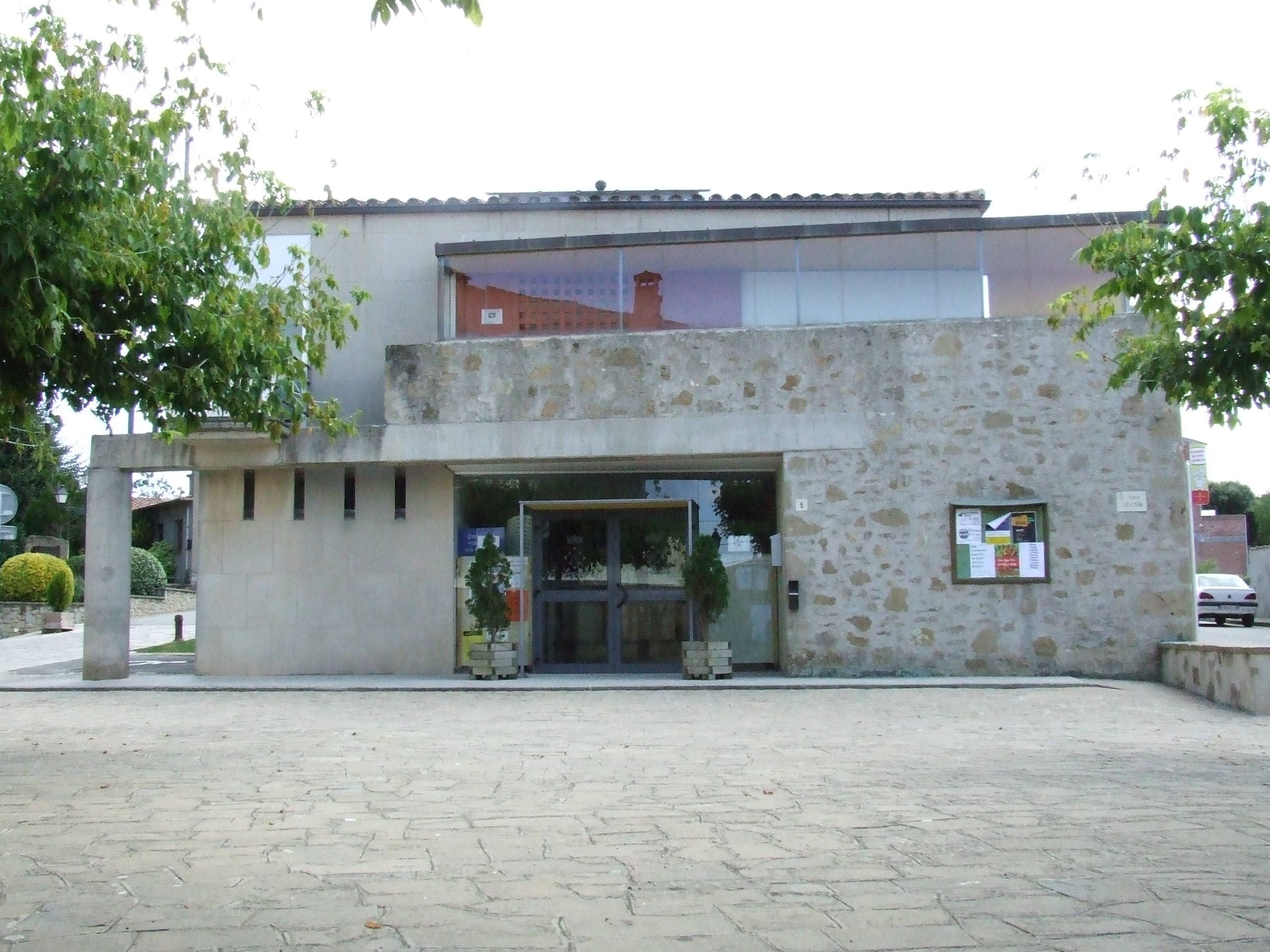
La Casa de la Vila de Castellcir, façana principal

| - Maria Balaguer Prat - Maria Bayona Ibáñez - Elisabet Blaya Martí - Isaac Bonfill Mercadé - Ester Ciuró Silvente - Joan Cutillas Tomás - Antoni Farran i Vall - Joaquim Font Sobrevias - Enric Gamisans Prat - Pedro Gómez Pena - Núria Grau Joaquin - Francesc Güell Alert - Eduard Guiteras Paré - Josep Maria Guiteras Piella - Jesús Guiteras Sala | - Begoña Hornero Gabaldà - Carles Ibáñez Pueyo - Josep Oriol Ignacio Riera - Montserrat Lloret Casamitjana - Daniel López ALtimiras - Lluís Maria Macho Capdevila - Mercedes Manzano Vallvé - Josep Mas Comas - Ramon Mas Comas - Ramon Mas Morell - Joaquim Mayol Garré - Ismael Monfort Bolós - Mireia Navarro Ribas - Jaume Maria Payès Tort - Montserrat Porter Pujol | - Miquel Prat Sabaté - Salvador Rovira Pujol - Albert Sala Druguet - Jaume Soler Fargas - Maria Teresa Soler Fargas - Montserrat Sotorra Vila - Jesús Suriñach Ferré - Joan Suriñach Ferré - Josep Suriñach Ordeig - Martí Tantiñà Estruch - Martí Tantiñà Faja - Martí Tantiñà Palà - Joan Valldeoriola Mas |

### Legislatura 2015 - 2019
| Candidatura | Candidatura | Cap de llista           | Vots | Regidors | % vots |
| ----------- | ----------- | ----------------------- | ---- | -------- | ------ |
|             | GIC         | Francesc Güell Alert    | 115  | 3        | 35,17  |
|             | ERC         | Eduard Guiteras i Paré  | 101  | 2        | 30,89  |
|             | CiU         | Salvador Rovira Pujol   | 97   | 2        | 29,66  |
|             | PP          | Mª Rosario Badia Molins | 1    | 0        | 0,31   |
| Total       | Total       | 330                     | 330  | 7        |        |

- Francesc Güell Alert (GIC)
- Joaquim Mayol Garré (GIC)
- Mercedes Manzano Vallvé (GIC)
- Eduard Guiteras i Paré (ERC)
- Antoni Farran i Vall (ERC)
- Salvador Rovira Pujol (CiU)
- Mireia Navarro Ribas (CiU)

## Economia
Les principals fonts econòmiques de Castellcir són l'agricultura, gairebé totalment de secà, la ramaderia (bestiar boví i porcí, principalment) i l'aprofitament del bosc. Tanmateix, com a arreu del Moianès, una part important dels castellcirencs treballa en el sector de serveis fora del seu poble. Això ha convertit Castellcir en un poble dormitori, en bona part.

## Demografia
| 1497 f | 1515 f | 1553 f | 1717 | 1787 | 1857 | 1877 | 1887 | 1900 | 1910 |
| ------ | ------ | ------ | ---- | ---- | ---- | ---- | ---- | ---- | ---- |
| 9      | 13     | 15     | 113  | 98   | 403  | 230  | 228  | 257  | 291  |

| 1920 | 1930 | 1940 | 1950 | 1960 | 1970 | 1981 | 1990 | 1992 | 1994 |
| ---- | ---- | ---- | ---- | ---- | ---- | ---- | ---- | ---- | ---- |
| 341  | 310  | 325  | 280  | 268  | 219  | 221  | 248  | 242  | 242  |

| 1996 | 1998 | 2000 | 2002 | 2004 | 2006 | 2008 | 2010 | 2012 | 2014 |
| ---- | ---- | ---- | ---- | ---- | ---- | ---- | ---- | ---- | ---- |
| 307  | 335  | 366  | 419  | 500  | 575  | 631  | 664  | 668  | 718  |

| 2016 | 2018 | 2020 | 2022 | 2024 | 2026 | 2028 | 2030 | 2032 | 2034 |
| ---- | ---- | ---- | ---- | ---- | ---- | ---- | ---- | ---- | ---- |
| 726  | 728  | 742  | 778  | 784  | -    | -    | -    | -    | -    |